# Gonzalo Gortázar Rotaeche
Gonzalo Gortázar (Madrid, 1965), és conseller delegat de CaixaBank des de juny de 2014. També és vicepresident de Repsol, conseller de Banc BPI i president de VidaCaixa.

## Biografia
Llicenciat en Dret i Ciències Empresarials per la Universitat Pontifícia de Comillas i MBA amb distinció pel INSEAD, va treballar entre 1993 i 2009 en Morgan Stanley, a Londres i Madrid, on va ocupar diversos càrrecs en la divisió de Banca d'Inversió. Anteriorment havia exercit diverses responsabilitats a Bank of America en Banca Corporativa i de inversió.

## Trajectòria
Entre 2009 i juny de 2011 va ser conseller director general de Criteria Caixa Corp. Posteriorment, va ocupar el càrrec de director general de Finances de CaixaBank fins al seu nomenament com a conseller delegat el juny de 2014.